# 1982-es labdarúgó-világbajnokság-selejtező (CAF)
Az 1982-es labdarúgó-világbajnokság selejtezőjének CAF-zónájában összesen 29 nemzet versenyzett a 2 világbajnoki helyért. A Közép-afrikai Köztársaságot kizárta a FIFA, míg Ghána és Uganda visszalépett, így az ellenfeleik játék nélkül jutottak a következő fordulóba.

## Lebonyolítás
- Első forduló: a 28 csapatot összepárosították, és oda-visszavágós alapon döntötték el a továbbjutó helyek sorsát. Libéria, Szudán, Togo és Zimbabwe kiemeltként automatikusan továbbjutott, míg Egyiptom és Madagaszkár játék nélkül jutott be a második fordulóba.
- Második és harmadik forduló: a továbbjutó csapatok ugyanúgy egyenes kieséses rendszerben kerültek összepárosításra és a párharcok győztesei bejutottak a következő fordulóba.
- Negyedik forduló: A 4 legjobb csapat került be, ahol egyenes kieséses rendszerben, oda-visszavágós alapon megmérkőztek és a győztesek kijutottak az 1982-es világbajnokságra.

## Első forduló
| 1. csapat    | Össz.Tooltip Aggregate score | 2. csapat | 1. mérk. | 2. mérk. |
| ------------ | ---------------------------- | --------- | -------- | -------- |
| Szenegál     | 0–1                          | Marokkó   | 0–1      | 0–0      |
| Zaire        | 7–3                          | Mozambik  | 5–2      | 2–1      |
| Kamerun      | 4–1                          | Malawi    | 3–0      | 1–1      |
| Guinea       | 4–2                          | Lesotho   | 3–1      | 1–1      |
| Tunézia      | 2–2 (t. 3–4)                 | Nigéria   | 2–0      | 0–2      |
| Líbia        | 2–1                          | Gambia    | 2–1      | 0–0      |
| Etiópia      | 0–4                          | Zambia    | 0–0      | 0–4      |
| Niger        | 1–1 (i.g.)                   | Szomália  | 0–0      | 1–1      |
| Sierra Leone | 3–5                          | Algéria   | 2–2      | 1–3      |
| Kenya        | 3–6                          | Tanzánia  | 3–1      | 0–5      |
| Egyiptom     | játék nélkül1                | Ghána     | —        | —        |
| Madagaszkár  | játék nélkül2                | Uganda    | —        | —        |
| Libéria      | Kiemelt                      |           | —        | —        |
| Szudán       | Kiemelt                      |           | —        | —        |
| Togo         | Kiemelt                      |           | —        | —        |
| Zimbabwe     | Kiemelt                      |           | —        | —        |

1 Ghána visszalépett.
2 Uganda visszalépett.

## Második forduló
| 1. csapat   | Össz.Tooltip Aggregate score | 2. csapat | 1. mérk. | 2. mérk. |
| ----------- | ---------------------------- | --------- | -------- | -------- |
| Algéria     | 3–1                          | Szudán    | 2–0      | 1–1      |
| Niger       | 2–2 (i.g.)                   | Togo      | 0–1      | 2–1      |
| Libéria     | 0–1                          | Guinea    | 0–0      | 0–1      |
| Kamerun     | 2–1                          | Zimbabwe  | 2–0      | 0–1      |
| Marokkó     | 2–2 (t. 5–4)                 | Zambia    | 2–0      | 0–2      |
| Nigéria     | 3–1                          | Tanzánia  | 1–1      | 2–0      |
| Madagaszkár | 3–4                          | Zaire     | 1–1      | 2–3      |
| Egyiptom    | játék nélkül1                | Líbia     | —        | —        |

1 Líbia visszalépett.

## Harmadik forduló
| 1. csapat | Össz.Tooltip Aggregate score | 2. csapat | 1. mérk. | 2. mérk. |
| --------- | ---------------------------- | --------- | -------- | -------- |
| Algéria   | 4–1                          | Niger     | 4–0      | 0–1      |
| Guinea    | 1–2                          | Nigéria   | 1–1      | 0–1      |
| Marokkó   | 1–0                          | Egyiptom  | 1–0      | 0–0      |
| Zaire     | 2–6                          | Kamerun   | 1–0      | 1–6      |

## Negyedik forduló
| 1. csapat | Össz.Tooltip Aggregate score | 2. csapat | 1. mérk. | 2. mérk. |
| --------- | ---------------------------- | --------- | -------- | -------- |
| Nigéria   | 1–4                          | Algéria   | 0–2      | 1–2      |
| Marokkó   | 1–4                          | Kamerun   | 0–2      | 1–2      |

| 1981. október 10. |

| Nigéria | 0–2         | Algéria               |
| ------- | ----------- | --------------------- |
|         | Jegyzőkönyv | Bellúmi 34' Zídán 44' |

| Nemzeti Stadion, Lagos Nézőszám: 80 000 Játékvezető: Luigi Agnolin (olasz) |

| 1985. október 31. |

| Algéria                | 2–1         | Nigéria     |
| ---------------------- | ----------- | ----------- |
| Bellúmi 9' Mádzser 85' | Jegyzőkönyv | Owolabi 40' |

| Június 17. Stadion, Kaszentína Nézőszám: 60 000 Játékvezető: André Daina (svájci) |

Algéria 4–1-es összesítésben jutott ki az 1982-es világbajnokságra.
| 1981. november 15. |

| Marokkó | 0–2         | Kamerun                         |
| ------- | ----------- | ------------------------------- |
|         | Jegyzőkönyv | Milla 15' (11-esből) Tokoto 40' |

| Kenitra Városi Stadion, Kenitra Nézőszám: 16 000 Játékvezető: Cheikh M’Baye (szenegáli) |

| 1985. november 29. |

| Kamerun                         | 2–1         | Marokkó              |
| ------------------------------- | ----------- | -------------------- |
| Aoudou 15' (11-esből) Milla 47' | Jegyzőkönyv | Jagsa 25' (11-esből) |

| Ahmadou Ahidjo Stadion, Yaoundé Nézőszám: 70 000 Játékvezető: Husszejn Fámí Bajg (egyiptomi) |

Kamerun 4–1-es összesítésben jutott ki az 1982-es világbajnokságra.

## Kijutott csapatok
Az alábbi két csapat jutott ki a CAF-zónából az 1982-es labdarúgó-világbajnokságra.
| Csapat  | Kijutás               | Kijutás dátuma     | Korábbi részvételek a világbajnokságon |
| ------- | --------------------- | ------------------ | -------------------------------------- |
| Algéria | A 4. forduló győztese | 1981. október 31.  | 0 (debütálás)                          |
| Kamerun | A 4. forduló győztese | 1981. november 29. | 0 (debütálás)                          |

## Külső hivatkozások
- 1982 FIFA World Cup qualification (CAF). soccer365
- World Cup 1982 Qualifying - Africa. rsssf.org